# Torre El Pedregal
Torre El Pedregal ist ein Hochhaus in Antiguo Cuscatlán südwestlich des Zentrums von San Salvador.

## Lage
Torre El Pedregal liegt in unmittelbarer Nähe zur Parkanlage Parque Bicentenario und gehört zu der Área Metropolitana de San Salvador in der rund 36 % der Landesbevölkerung leben.

## Beschreibung
Das Gebäude mit einer Höhe von 110,3 Metern wurde im Auftrag der salvadorianischen Grupo Roble errichtet. Es ist mit 28 Etagen das höchste Gebäude in El Salvador und auch in Zentralamerika außer Panamá. Der Baubeginn war im Februar 2008, die Einweihung erfolgte im Mai 2010. Architekten des Hochhauses sind Ricardo Legorreta und dessen Sohn Victor Legorreta, die durch zahlreiche internationale Auszeichnungen bekannt wurden.
Das Hochhaus verfügt über 87 Luxus-Apartments mit Küche, Bad und zwei oder drei Schlafzimmern, die auf 28 Etagen verteilt sind. Die Aufzüge, die in Wohnbereiche der Apartments führen, können nur durch Fingerabdrücke mittels Scanner betätigt werden.
Im Erdgeschoss befinden sich rund 3500 m² Gemeinschaftsräume, wie eine großzügige Lobby, Kinderspielplatz, Tagungsraum, Fitness Center, ein Pool mit Terrasse, Game Room, Business Center und Gartenanlage.